# 함안여자중학교
함안여자중학교(咸安女子中學校)는 대한민국 경상남도 함안군 가야읍 도항리에 있는 사립 중학교이다.

## 학교 연혁
- 1951년 8월 30일 : 윤효량 박사가 무지, 빈곤, 질병 타파라는 건학이념으로 함안군 내 에 4개 고등학교 및 5개 중학교를 설립하여 유지, 경영
- 1953년 4월 24일 : 칠원중학교 함안 제1분교로 개교
- 1956년 4월 18일 : 함안여자중학교 교명 변경
- 1992년 3월 1일 : 제4대 윤정숙 이사장 취임
- 2017년 3월 1일 : 행복학교 지정(~2021.02.28.)
- 2018년 3월 1일 : 자율학교 지정(~2021.02.28.)
- 2021년 3월 1일 : 자율학교 재지정(~2024.2.28.)
- 2021년 3월 1일 : 행복학교 재지정(~2025.2.28.)
- 2023년 12월 29일 : 제67회 95명 졸업(졸업생 누계 11,217명)
- 2024년 3월 4일 : 신입생 106명 입학
- 2024년 9월 1일 : 제15대 윤상보 교장 취임
- 2025년 3월 1일 : 행복학교 재재지정(~2029.2.28.)

## 참고 자료
- 함안여자중학교 - 한국교육학술정보원 학교알리미